# 480 Hansa
480 Hansa је астероид главног астероидног појаса. Приближан пречник астероида је 56,22 km,
а средња удаљеност астероида од Сунца износи 2,645 астрономских јединица (АЈ).
Инклинација (нагиб) орбите у односу на раван еклиптике је 21,278 степени, а орбитални период износи 1571,924 дана (4,303 године). Ексцентрицитет орбите астероида износи 0,045.
Апсолутна магнитуда астероида износи 8,38 а геометријски албедо 0,248.
Астероид је откривен 21. маја 1901. године.